# 科爾沁次妃
科爾沁次妃（—1654年），姓不詳，名博禮，科爾沁部貝勒寨桑之妻。清太宗孝莊文皇后之母，顺治帝的外祖母。

## 生平
后金时期的满文文献称她为「ajige mama」，汉语直译为小妈妈、小嬷嬷，意译为小祖母。相对的稱號「amba mama」（大妈妈、大嬷嬷），即是莽古思贝勒之妻、孝端文皇后哲哲之母科尔沁大妃。与科尔沁大妃相对，博礼又被称为科尔沁次妃、小妃。
天聪七年（1633年）四月，科尔沁大妃、次妃及乌克善、满朱习礼夫妇朝见皇太极。她的女儿布木布泰时为皇太极小福晋，在皇太极诸福晋中，地位仅次于科尔沁大妃之女、大福晋哲哲。皇太极偕諸福晉率諸貝勒由駐地渡過養息牧河，在五里外迎接他們，对她与大妃极为礼遇“彼此相迎，以丈母礼，先见大嬷嬷、次见小嬷嬷”。諸福晉見二嬤嬤的禮儀同皇太極。次年十月，送女海兰珠至后金，嫁予皇太极为福晋。
崇德二年（1637年）正月二十八日，皇太极册封科尔沁次妃为和硕贤妃，满文当是和硕墨尔根福晋，蒙古文则是扎薩克賓圖福晉。是日，以冊封和碩賢妃儀仗為由，她與科尔沁大妃一同入清宁宫谢恩。
崇德八年（1643年），科尔沁大妃和次妃等为祝贺军事胜利抵达盛京城，未及皇太极逝世，参加他的葬礼。
顺治二年九月十四日，科尔沁部和硕福妃衮布、和硕贤妃博礼、和硕卓里克图亲王吴克善、多罗巴图鲁郡王满珠习礼夫妇进京朝见顺治帝。摄政王多尔衮和辅政王济尔哈朗等以下，梅勒章京等以上須在齐化门迎接他們。同年九月十六日，和硕福妃、和硕贤妃，以及和硕卓里克图亲王吴克善等入宫行朝见礼。顺治帝为他們举行了兩次筵宴。和碩福妃、和碩贤妃和桑噶尔斋舅母等女眷由福妃的女儿——固伦额真福晋哲哲接待。
順治十一年（1654年）二月二十五日未刻，顺治帝与皇太后因得知科尔沁和硕贤妃去世的消息而悲痛不已。诸王奏曰：「旧例外戚有丧，未尝过哀，上宜还宫。」順治帝曰：「朕亦未尝过哀，但甫闻，欲留此慰安皇太后耳，诸王贝勒等可各归第，朕亦还官矣。」是夜，順治帝在皇太后宮留宿，直至次日午刻才回寢殿，并且令内院大学士范文程、额色黑、图海等传谕各部院该奏事宜切勿念懈。
顺治帝於三月初十日派遣礼部官员前往致祭和硕贤妃。她的兒子卓里克图亲王因病未能出席。同年五月初三日，順治帝追封外祖父寨桑為和碩忠親王，同時追封「矧诞育乎圣母」的科尔沁次妃為和碩忠親王賢妃，並且在今吉林省立了追封忠親王暨忠親王賢妃碑，以示紀念。

## 子女
科爾沁次妃與寨桑育有二子二女（目前確定的）：
- 长子乌克善[4]，科尔沁左翼中旗（又称达尔罕旗）卓哩克图亲王，順治帝母舅，清世祖廢后額爾德尼布木巴之父。
- 兒子滿珠習禮[4]，科爾沁左翼中旗扎薩克和碩達爾罕親王。
- 女儿海兰珠，即清太宗宸妃。
- 女儿布木布泰，即清太宗孝莊文皇后。